# SOKO Leipzig/Staffel 7
Die siebte Staffel der deutschen Krimiserie SOKO Leipzig feierte ihre Premiere am 29. September 2006 auf dem Sender ZDF. Das Finale wurde am 19. Januar 2007 gesendet.
Die Episoden der Staffel wurden auf dem freitäglichen 21:15-Uhr-Sendeplatz erstausgestrahlt.
Erneut wurde, wie auch schon in der vorangegangenen Staffel, mit Flucht aus Santo Domingo eine Episode in Spielfilmlänge (90 Minuten, anstatt der üblichen 45 Minuten Länge einer Episode) produziert. In der Episode ermittelt das Team der SOKO außerhalb des deutschen Staatsgebietes. Schauplatz der Handlung ist Santo Domingo, der Hauptstadt der Dominikanischen Republik.

## Darsteller
| Rollenname                                      | Schauspieler             |
| ----------------------------------------------- | ------------------------ |
| Kriminalhauptkommissar Hans-Joachim Trautzschke | Andreas Schmidt-Schaller |
| Kriminaloberkommissar Jan Maybach               | Marco Girnth             |
| Kriminaloberkommissarin Ina Zimmermann          | Melanie Marschke         |
| Kriminalkommissar Miguel Alvarez †              | Gabriel Merz             |
| Kriminalkommissar Patrick Diego Grimm           | Tyron Ricketts           |
| Polizeimeisterin Meike Schwarz                  | Anne Arzenbacher         |
| Rechtsmedizinerin Dr. Kathrin Conradi           | Margrit Sartorius        |

## Episoden
| Nr. (ges.) | Nr. (St.) | Originaltitel                      | Erstausstrahlung D | Regie              | Drehbuch                        | Prod. code |
| --- | --------- | ---------------------------------- | ------------------ | ------------------ | ------------------------------- | ---------- |
| 93 | 1         | Die verschwundene Leiche           | 29. Sep. 2006      | Oren Schmuckler    | Eva Zahn, Volker A. Zahn        | 98         |
| Die Leiche von Stefan Biermann verschwindet aus der Pathologie. Dieser Vorgang gibt den Ermittlern Rätsel auf. Gingen sie bisher in der Sache von einem Unglück aus, so scheint irgendjemand etwas verbergen zu wollen. In Verdacht gerät die Ehefrau Tanja Biermann, die etwas verschweigen möchte, denn sie hat anscheinend schon einen neuen Freund gefunden. Währenddessen entdecken Kriminaloberkommissar Jan Maybach und Leni Trautzschke, Tochter von Kriminalhauptkommissar Trautzschke, ihre Gefühle füreinander und beginnen eine Beziehung. Doch der SOKO-Beamte weiß nicht, wie er dies seinem Chef mitteilen soll. Bemerkung: Crossover mit Die Rosenheim-Cops (Rolle Tanja Biermann (Katja Woywood)) |           |                                    |                    |                    |                                 |            |
| 94 | 2         | Katzenfutter                       | 6. Okt. 2006       | Michel Bielawa     | Axel Hildebrand                 | 95         |
| Die Rentnerin Adelheid Wappenschmidt wird als Täterin eines Raubüberfalls in einem Supermarkt identifiziert. Bei dem Überfall wurde der Filialleiter getötet, doch die Ermittler sind sich sicher, dass die alte Dame die Aktion nicht allein durchgezogen hat, war sie doch bisher nur als Trickdiebin auffällig geworden. In Verdacht gerät der Mitbewohner der Rentnerin, Bernhard Wilms. Während der Ermittlungen gegen das Pärchen decken die Kommissare eine Reihe von weiteren Diebstählen und Überfällen auf, die Adelheid und Bernhard verübt haben. |           |                                    |                    |                    |                                 |            |
| 95 | 3         | Seelenwanderung                    | 13. Okt. 2006      | Michel Bielawa     | Michael B. Müller               | 94         |
| Als nach dem Tod des Wiener Kunstwissenschaftlers Dr. Adrian Galler K.O.-Tropfen in dessen Blut gefunden werden, beginnt die SOKO mit den Mordermittlungen. Dabei stoßen sie auf Eva Galler, die Geliebte des Toten, die ebenso wie Herr Kampnagel, der von dem Toten des Diebstahles überführt wurde. Da beide ein Motiv haben und die Ermittlungen ins Stocken geraten, trifft sich Kriminaloberkommissar Jan Maybach mit Dr. Irina Schönbrunn, der Psychologin des Toten und die Ermittler kommen einem Geheimnis auf die Spur. Währenddessen ist Leni Trautzschke über die Treffen ihres Freundes Jan Maybach mit der Psychologin nicht begeistert und fordert ihn auf, die Beziehung der beiden endlich öffentlich zu machen. |           |                                    |                    |                    |                                 |            |
| 96 | 4         | Mein Freund                        | 27. Okt. 2006      | Patrick Winczewski | Axel Hildebrand                 | 105        |
| Die Verkäuferin Marion Geller wird erschlagen aufgefunden. Es sieht alles nach einem Raubüberfall auch, doch die Tote hatte vorher noch Streit mit ihrem Ehemann. Die Ermittler sind ratlos, kommen aber dem Wiederholungstäter Hannes Herbig auf die Spur, doch er bekommt ein Alibi von seiner Freundin. Kriminalkommissar Alvarez will über den Sohn von Doreen den Fall lösen und diesen vor der schiefen Bahn bewahren, doch dabei gerät der Ermittler zwischen die Fronten und wird erschossen. |           |                                    |                    |                    |                                 |            |
| 97 | 5         | Psycho                             | 3. Nov. 2006       | Christoph Eichhorn | Markus Hoffmann                 | 110        |
| Nach dem Tod von Kriminalkommissar Alvarez gibt es für das Team der SOKO einen neuen Fall. Die Leiche von Fred Teschke, Teilnehmer und Störenfried eines Anti-Aggressions-Seminars, wird an einem Bahndamm abgelegt. Doch den Ermittlern fehlt die Konzentration auf den Fall extrem schwer, zumal die Staatsanwältin aufgrund des Todes von Kommissar Alvarez immer größeren Druck auf das Team ausübt und bei ihren Nachforschungen immer aufdringlicher wird. Sie bringt Kriminaloberkommissar Maybach, der von Schuldgefühlen geplagt wird, sogar dazu, seinen Dienst zu quittieren. Kriminalhauptkommissar Trautzschke und Kriminaloberkommissar Zimmermann wollen das unbedingt verhindern. |           |                                    |                    |                    |                                 |            |
| 98 | 6         | Voll Stoff                         | 10. Nov. 2006      | Patrick Winczewski | Markus Hoffmann                 | 106        |
| Als bei der Leiche von Maik Bruhns das Handy des Polizisten Ulf Kordes gefunden wird, gerät dieser unter Mordverdacht, doch er bestreitet die Tat. Die Ermittlungen kommen ins Stocken, als es zu einem Streit zwischen den Kriminaloberkommissaren Zimmermann und Maybach kommt. Jan Maybach macht sich allein auf die Suche nach Kordes und wird dabei von einem vermeintlichen Drogendealer niedergeschlagen. Der Ermittler wird zu einem Industriegelände verschleppt, wo der Fall eine überraschende Wendung nimmt. Von dieser wissen die restlichen SOKO-Ermittler nichts: Sie suchen ihren Kollegen und hoffen, ihn lebend zu finden. |           |                                    |                    |                    |                                 |            |
| 99 | 7         | Lügen und Geheimnisse              | 17. Nov. 2006      | Oren Schmuckler    | Jürgen Starbatty                | 101        |
| Als Polizisten an einem vermeintlichen Tatort ankommen, können sie nur noch den Tod des Opfers feststellen, doch sein LKW ist verschwunden. Als bei dem Opfer, allerdings werden Zigarettenpäckchen ohne Steuerbanderole gefunden und die Ermittlungen führen zum vietnamesischen Markt der Familie Nhat. Doch es scheint ein Geheimnis zu geben, hinter das die Ermittler erst langsam kommen. Da ist es fast schon zu spät und der Fall droht in einer Katastrophe zu enden. Die Ermittler müssen schnell handeln. |           |                                    |                    |                    |                                 |            |
| 100 | 8         | Spiel auf Zeit                     | 1. Dez. 2006       | Oren Schmuckler    | Roland Heep, Frank Koopmann     | 100        |
| Das SOKO-Team verhaftet Dr. Fischer, den dringend tatverdächtigen Entführer der elfjährigen Saskia Meinold, während eines Sondereinsatzes. Die Beweislage ist dünn, doch den Ermittlern gelingt es, Fischer, der schon mal wegen sexueller Belästigung verteilt worden war, die Tat nachzuweisen, doch er schweigt zum Aufenthaltsort des Mädchens. Für die SOKO beginnt ein Kampf um Leben und Tod. |           |                                    |                    |                    |                                 |            |
| 101 | 9         | Konkurrenten                       | 8. Dez. 2006       | Christoph Eichhorn | Hen Hermanns                    | 103        |
| Versicherungsvertreter Chris Coenen wurde erschlagen. Die SOKO findet bei ihren Ermittlungen heraus, dass der Chef von Coenen eine ominöse Vertragspraktik pflegt und seine Mitarbeiter bei Nichterreichen einer bestimmten Neukundenzahl feuert. Coenen scheint diese Zahl erreicht zu haben, doch die letzten Verträge, die er abgeschlossen hat, sind verschwunden. Die Ermittler suchen fieberhaft nach dem Täter, aber dann nimmt der Fall eine unerwartete Wendung, als die Beamten die verschwundenen Verträge finden. Die Kollegen des Ermordeten geraten ins Visier der Ermittlungen, da nicht jeder von ihnen mit offenen Karten gespielt hat. |           |                                    |                    |                    |                                 |            |
| 102 | 10        | Glaubenskrieger                    | 15. Dez. 2006      | Oren Schmuckler    | Eva Zahn, Volker A. Zahn        | 99         |
| Barbara Steinmann wird mit einer Vergiftung ins Krankenhaus eingeliefert, doch es scheint sich bei dem Vorfall nicht um einen Unfall zu handeln. Bei den Ermittlungen der SOKO-Beamten kommt eine gezielte Arsenvergiftung ans Licht und die Kommissare müssen innerhalb der strenggläubigen evangelikalischen Gemeinde ermitteln. Barbara hatte einen Freund, was ihrem Vater missfiel und der sie daraufhin bestrafte, doch könnte das Auslöser für einen Selbstmord sein? Die Ermittler sind skeptisch, zumal sich auch der Georg Möller merkwürdig verhält und Rätsel aufgibt. Letztendlich kommen die Kommissare aber auf die Fährte eines unglaublichen Familiengeheimnisses. Derweil fasst sich Kriminaloberkommissar Maybach ein Herz und gesteht seinem Chef Kriminalhauptkommissar Trautzschke die Beziehung mit dessen Tochter und der reagiert fassungslos. |           |                                    |                    |                    |                                 |            |
| 103 | 11        | Der Müllmann                       | 22. Dez. 2006      | Christoph Eichhorn | Markus Hoffmann                 | 104        |
| Der Politiker Hans Schweizer wird vor den Augen seiner Tochter Peggy entführt. Kriminalhauptkommissar Trautzschke erinnert sich an eine Verstrickung des Entführungsopfers in einen Giftmüllskandal. Sein Komplize musste ins Gefängnis, doch Schweizer kam mit einer Geldstrafe davon. Doch auch die Tochter des Politikers und ihr Freund scheinen nicht mit offenen Karten zu spielen, so dass die SOKO vor einem Rätsel ob der Hintergründe für die Entführung steht. Auch gibt es keine Lösegeldforderungen und die Ermittler vermuten einen persönlichen Kontext der Tat. |           |                                    |                    |                    |                                 |            |
| 104 | 12        | Flucht aus Santo Domingo (90 min.) | 29. Dez. 2006      | Sebastian Vigg     | Roland Heep, Frank Koopmann     | 107/108    |
| Kriminaloberkommissar Maybach will das Vermächtnis seines toten Kollegen Kriminalkommissar Alvarez erfüllen und die Patenschaft für den Jungen Elian übernehmen, doch seine Reise nach Santo Domingo mit Kriminalhauptkommissar Trautzschke endet in einer Tragödie, denn das Zimmer des Kriminaloberkommissars wird nach einer Nacht mit der jungen Emanuela von der Polizei gestürmt. Der Ermittler flüchtet, um seine nächtliche Begleitung ausfindig zu machen. Trautzschke, der nichts von der Flucht seines potentiellen Schwiegersohns weiß, ermittelt derweil in dem Fall seines Kollegen und findet heraus, dass Jan Maybach ein Unfall mit Fahrerflucht vorgeworfen wird. Er soll mit seinem Leihwagen Georg Bäumler überfahren haben, doch dem SOKO-Chef kommt die Situation komisch vor: Die Familie des Opfers saß im selben Flugzeug wie die Ermittler und es gab Streit innerhalb der Bäumlers. Als die millionenschwere Lebensversicherung ans Tageslicht kommt, nimmt der Fall eine unerwartete Wendung. Gastdarsteller: Sharlene Taulé als Emanuela, Maja Maranow als Ramona Bäumler, Helmut Zierl als Gregor Bäumler, Anna Bertheau als Vanessa Bäumler, Alexander Held als Ferdinand Hauser, Victor Checo als Leutnant Rivera, Albert Vargas als Elian |           |                                    |                    |                    |                                 |            |
| 105 | 13        | Am Abgrund                         | 5. Jan. 2007       | Christoph Eichhorn | Claus Wilbrandt, Nikos Ligouris | 102        |
| Dr. Maximilian Fechner wird auf dem Parkplatz eines Tai Chi-Studios erschlagen. Der Arzt scheint ein Doppelleben mit zwei Frauen geführt zu haben. Eine der beiden scheint die Täterin zu sein, denn Zeugen haben eine Frau vom Tatort flüchten sehen. Für die Ermittler beginnt eine aufwändige Spurensuche nach der Täterin, die schwieriger als gedacht wird. Gastdarsteller: Heike Jonca als Anja Fechner, Vasiliki Roussi als Pia Sebald, Marco Bretscher-Coschignano als Sven Ahrens, Karina Fallenstein als Silke Ahrens, Christine Heinze als Ellen Sasse |           |                                    |                    |                    |                                 |            |
| 106 | 14        | Im Schatten des Adlers             | 12. Jan. 2007      | Oren Schmuckler    | Matthias Weidemann              | 97         |
| Der Anwalt Dr. Jürgen Lippold wurde an der deutsch-tschechischen Grenze ermordet. Die Polizei der Tschechischen Republik bittet die deutschen Ermittler der SOKO Leipzig um Amtshilfe bei dem Mordermittlungen. Doch der Anwalt scheint bei den Bewohnern der tschechischen Stadt Bodenbach nicht sonderlich beliebt gewesen zu sein, da er die Möglichkeit zur Rückübertragung von Grundstücken im Auftrag seines Mandanten Oberst a. D. von Schwarzenberg prüfen sollte. Die Bewohner des Dorfes hätten fast alle ein Motiv, doch auch die Familie des Opfers scheint nicht ganz sauber zu sein. Die Lösung scheint aber gefunden, als eine Spur in das Stadtarchiv von Bodenbach führt und die deutschen und die tschechischen SOKO-Ermittler gemeinsam nach einem Tatmotiv suchen und fündig werden. Gastdarsteller: Werner Prinz als Hermann von Schwarzenberg, Peter Stock als Dr. Jürgen Lippold, Marie Anne Fliegel als Uta von Schwarzenberg, Janusz Cichocki als Stefan Nemec, Ryszard Wojtyllo als Pavel Sedlacek, Julia Kravitz als Ruzena |           |                                    |                    |                    |                                 |            |
| 107 | 15        | Preis der Wahrheit                 | 19. Jan. 2007      | Christoph Eichhorn | Rainer Butt                     | 111        |
| Als Lehrer Alexander Vogel nach der Abiturfeier erschossen in der Aula der Schule aufgerufen wird, geraten die Schüler Bastin Metz, welcher nicht zu den Prüfungen zugelassen wurde, und Anja Winzer, die ihr Zeugnis verweigert hatte, in Verdacht. Die Ermittler sind ratlos und müssen sich im Umfeld der Schule genauer umsehen. Gastdarsteller: Susanne Hoss als Franziska Winzer, Peter W. Bachmann als Wolfgang Winzer, Jytte-Merle Böhrnsen als Anja Winzer, Christoph Ortmann als Bastian Metz, Florian Bartholomäi als Lukas Borchert, Pierre Siegenthaler als Hausmeister Borchert, Michael Gerber als Günter Rettner, Ilse Strambowski als Oma Metz, Dieter Bach als Alexander Vogel |           |                                    |                    |                    |                                 |            |